# Lucy Beeton
Lucy Beeton (14 de mayo de 1829 - 7 de julio de 1886) fue una originaria tasmana mestiza, maestra y empresaria, de Tasmania. Nació en la isla Vansittart.
Su padre, Thomas, era un londinense de ascendencia judía y su madre aborigen. En su niñez, fue sometida, y secuestrada de su familia por el Estado australiano, junto a misioneros cristianos. debido a un plan para un "asentamiento aborigen" donde no podían ser parte. Más tarde se reunieron.
Su separación familiar no terminó del modo habitual, a diferencia de otras niñas que tras sus años de reeducación eran dadas en matrimonio: su padre, pidió al Estado (al gobernador) la reunificación, y lo consiguió. Tras el reencuentro, su padre le enseñó acerca de negocios y de barcos y la ayudó a tener la mejor educación disponible. Pasó a llamarse "más grande que la vida", en parte porque pesaba 140 kg, y también la "Reina de las islas". Estableció una escuela en Badger Island y peticionó al gobierno en financiar maestros. 
También tuvo un papel en los negocios. Nunca se casó, y fue activamente cristiana.

## Honores

### Eponimia
Una beca de educación lleva su epónimo.